# Franciscanessenklooster (Valkenburg)

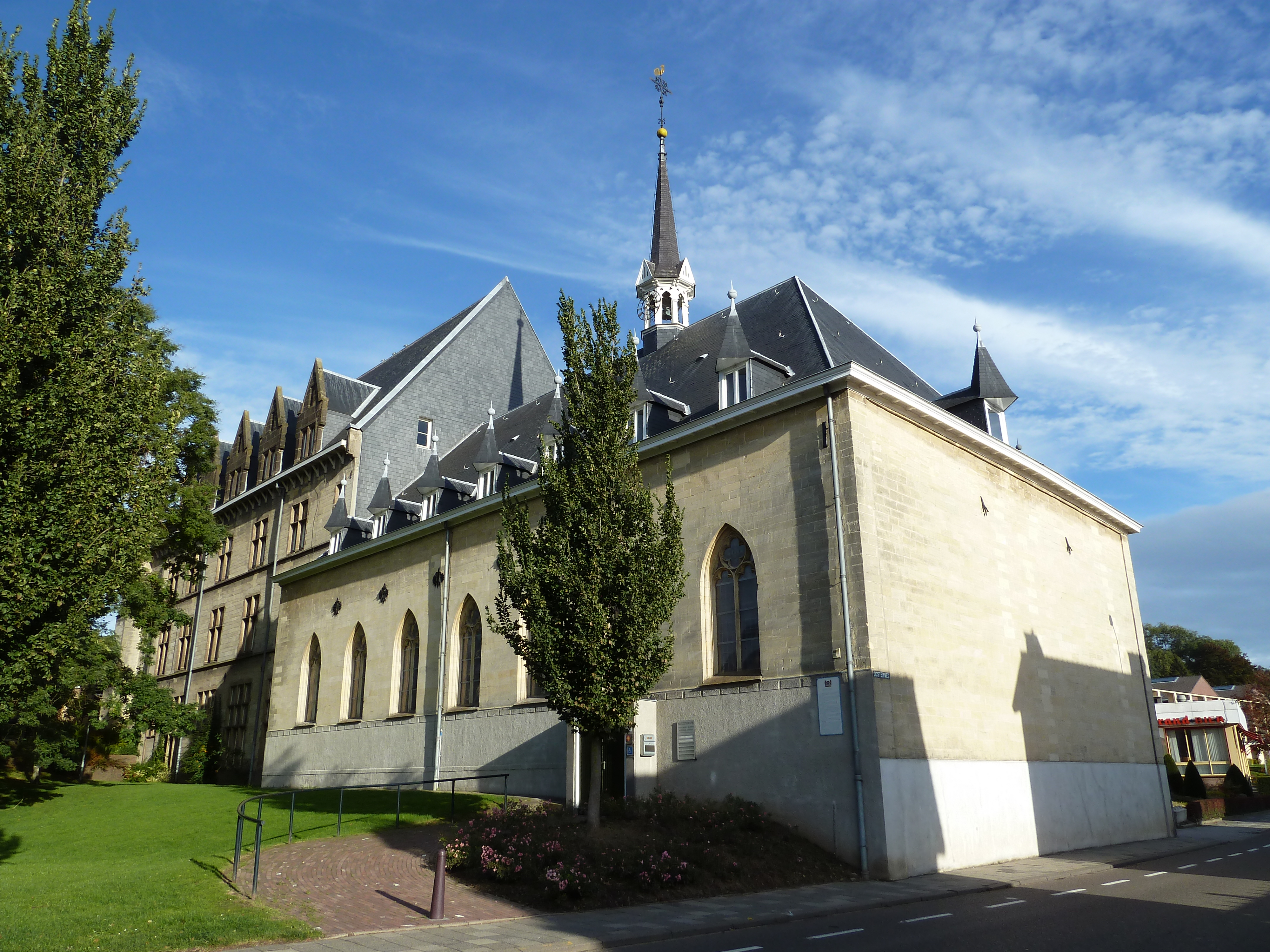
Kloosterkerk en Franciscanessenklooster

Het Franciscanessenklooster, ook wel Sint Joseph Instituut genoemd, is een voormalig klooster in het Nederlands-Limburgse stadje Valkenburg, gelegen aan de Oosterweg nr. 1. De neogotische kloosterkapel wordt ook wel aangeduid als Kloosterkerk.
Ten westen van het klooster staat in de groenstrook de Dikke Kei van Valkenburg.

## Geschiedenis
Het klooster werd opgericht voor de van oorsprong Duitse congregatie van de Zusters Franciscanessen van Sint-Jozef. De zusters waren in 1877 vanwege de Kulturkampf naar Nederland verhuisd, eerst naar Beek en van daaruit naar Valkenburg, waar ze een nieuw klooster betrokken met onder andere een verzorgingshuis voor weeskinderen, het Sint Joseph Instituut. Het kloostergebouw kwam tot stand van 1883 tot 1890. De kloosterkapel kwam in 1886 gereed. In 1890 werd de noordvleugel toegevoegd, die dienst deed als zusterhuis. Het klooster werd ontworpen in neogotische stijl door de van oorsprong Duitse, in Meerssen woonachtige architect Lambert von Fisenne (1852-1903). Als materiaal werd voornamelijk mergelsteen gebruikt.
In 1961 vertrokken de zusters naar het al jaren leegstaande Jezuïetenklooster, eveneens in Valkenburg. Ze verkochten het gebouw aan de Oosterweg aan de gemeente, die de bouwvallige delen liet slopen en de kapel liet renoveren. De noordvleugel kreeg een sociaal-culturele bestemming en werd als 'Pradoegebouw' gebruikt door verschillende Valkenburgse verenigingen. De kloosterkapel werd verkocht aan de Nederlands Hervormde gemeente, die deze in 1967 als kerkgebouw in gebruik nam. Het interieur van deze 'Kloosterkerk' of 'Toeristenkerk' werd volledig gemoderniseerd.
Sinds 2019 is in het voormalige kloostergebouw Hotel Kint gevestigd.